# Domačija Sok
Domačija Sok se nahaja v občini Gorišnica nedaleč stran od Dominkove domačije, v vasi Formin. 
Obsega pritlično hišo z letnico 1914, niz gospodarskih poslopij s tlorisom v L ter nadstropni kamniti mlin na kolo z opečno dvokapnico, zgrajen 1775, obnovljen 1874. Mlin je bil v letu 2020 konstrukcijsko temeljito prenovljen.

## Sokov mlin
Stavba mlina je samostojna in je del kmetije, s hišnim imenom Mlinarjevi. Zgradba je zidana iz kamenja in opeke, ter krita z žgano opeko, stoji na levem bregu ob potoku Zvirenčina. V mlinu je mlinarjeva sobica.  Kmečki stari mlin na dva para kamnov je poganjalo leseno vodno kolo. Voda je poganjala mlinsko kolo. Z vrtenjem kolesa se je preko vretena moč prenašala na notranje mlevske naprave. Kolesa in osi so vrtele zgornja kamna, tresla, sita, ter druge mlevske naprave, po katerih je zrnje teklo od zgoraj navzdol v moko... .... cenjeni gost, več podrobnosti pa v mlinu. 
V Sokov mlin so zrnje nosili mlet iz okoliških vasi in drugod. V  mlin so nosili zrnje tudi Nemčevi iz Dominkove domačije. Mlinar je vodil mlinarski dnevnik v katerega je zapisoval težo zrnja, količino odvzete merice in kdo je zrnje prinesel.  Iz dnevnika je razvidno, da se je v mlinu letno zmlelo okrog 7000 kg zrnja. V mlinu sta bila "bel kamen" in "črn kamen". Mlin so imenovali tudi Kotni mlin.  Ob pogostih poplavah Pesnice in Drave je voda obdala skoraj vso kmetijo. Do kmetije in mlina je bilo ob visoki vodi mogoče priti po "Margetinski" cesti "Na Bregeh" iz zahodne strani. Ko je voda poplavila zunanje kolo je mlinar rekel, da gre za "objem". Ko je voda narastla, je rekel, da gre za "nastop". Zanimivost je, da je mlinski oder "štajnpod" v mlinu postavljen na višini, da ga visoke vode nikoli niso poplavile. Tako sta oba mlinska kamna ostala na suhem.   
Do leta 1909 je mlin imel tri pare kamnov, katere so poganjala tri lesena kolesa. Voda je na kolesa pritekala po lesenih "kopajah" kanalih. Leta 1909 je leseno zajezo v strugi Zvirenčine zamenjala betonska zajeza. Takrat je do tedaj tri mlinska kolesa zamenjalo eno večje mlinsko kolo grajeno iz lesa. Kolo je preko prenosov "transmisije" poganjalo dva kamna. Na glavnem vhodu zahodne strani hiše, nad vhodnimi vrati je letnica 1914.  Stavbe na kmetiji z mlinom datirajo v zadnjo četrtino 18. stol., 1775, tretjo četrtino 19. stol., 1874 in prvo četrtino 20. stol., 1914.

Mimo Sokovega mlina in domačije vodi Dravska kolesarska pot, evropska peš pot E7. Mlin si je v sklopu ogleda Dominkove domačije po predhodnem dogovoru mogoče tudi ogledati.
Sokov mlin se nahaja v Margetinski župniji in deželi luka - Lüka, imenovani tudi Lükarija. 
Margetinska in Lükarska pesem (ljudski pesmi - neznani avtor)
Za letošnji fašenk klobaso nadenen,
Margetinskemu šolniki v tünko poženen,
ke nede se juka za toto živad,
naj toto si poje, če nemre zaspot.
Po totoj klobosi smo šteli vesnice, 
o celoj toj fari mo čüli resnice,
v Gorišnici bomo začeli mi tan,
najbliže so cerkvi, saj nede jih sron.
Gorišnci paste si vaše kapüne, 
ke van jih Gajovec ne posüne. 
Mikli zmenkalo bode meso, 
vašin kapünon prav hujdo de šlo.
Zaj pa le gremo v železne Moškanjce,
pri Ojniki mo jeli praf mastne gibojnce,
prolenk, teletna se tüdi dobi,
keri ma peneze naj se zglasi.
Moškanjci so vrli in spretni možaki,
tüdi so dobri in pridni težoki, 
keri ma zemle künči za en plüg,
lehko si stotjake skroni za lük.
Cünkovci pridni so kak Zagojiči,
ki se hladijo na malen Gajiči,
jajca in maslo jin hodi za dnar,
Cünkovci bodo jin vena za par.
Zaj pa hodmo mi vünta po poli,
žita, pšeničke smo najšli po voli,
pridne, poštene in dobre lidi,
vsaki za delo ma dobre kosti.
Zaj pa le gremo ta vün v Müretnce,
ton bomo najšli še bogatince,
ton v gradi je padar, ki vroči lidi,
kerga ne zvročt, na bitifi spi.
Mala ves duga je tak kak en žakel,
dol prta Tünfi pa majo še hokel,
pa püstmo jih z misli, naj bodo za se,
saj še jin vendar prehujdo ne gre.
Zaj pa se tistega nekaj dotiče,
ki se med pametne može rad ftiče,
pa koj da na glavi mu lasi fali,
zato pa mu v glavi le slama šimi.
Zaj pa bi skoro Frmince prehvala,
ki majo svojega črnega krala,
ta mladi je krali, ta stari je kralj,
ki v otok na pašo rad krave bi gnal.
Tibafski kmetje so vrli, bogati,
de glih se vozijo stalno po blati,
podgoraj v mlini je strašen klepet,
tejko kak parov tüd kmetov je pet.
Preročaji neso najvekči bedaki,
če glih so zvečine vsi siromaki,
pa vendar ne bomo tak lahko jim kos,
ke listje in drva jin kople na nos.
Placarofci bi radi koline imeli,
pa so jin Frminci svijo pojeli,
nič ne zamerte fsi farni lidje,
tak pač nan tota pesen pove.
V Zamušane hodmo, poglejmo na mlin,
pri Soki mo najeli se mastnih kolin,
po bregi pa rose nan trtica zlota,
vsaki na kleti kovana ma vrota.
Na Mouti mo toto kloboso špalili,
ton pri Podleski jo bom o zapili,
če krajcaru nemam čez Mouto ne smem,
zaj pa le bodimo tiho mi s ten.
LUKARSKA 

Me pa smo doma z železnih Moškanjcev,
tam kak je puno prav mastnih gibajncev,
prolenk pa luk še se tudi dobi,
keri ma peneze naj se zglasi.
V Moškanjcih so luštne in pridni mošaki,
zorjejo nan za lük pa maker še v mraki,
keri ma zemlje konči za plüg,
peneze lehko si skrani za lük.
Moškanjčari majo pač dosti veselja,
do luka, krompera in pa še do zelja,
stotjake, tavžnte za to dobi,
ki pa nikdar zadosti jih ni.
Luk van je vete zdravilna rastlina,
kda jo zagledan, scidi se mi slina,
za vetre, za glisle, za vraštvo vso je,
zato se ne bojte, če v vustah zažge.
Kaj pa ko k hrami botra zna priti,
de nede luka, ni kaj podariti,
tistokrat dobro že bode cvrtje,
samo da z nečin postreglo se je.

## Skilic
1. ↑  »Opis enote nepremične kulturne dediščine, evidenčna številka 29600«. Geografski informacijski sistem kulturne dediščine. Ministrstvo za kulturo Republike Slovenije.